# Uštipci (od testa)
Uštipci su vrsta hrane koja podseća na krofne, ali su po sastavu često sličniji hlebu. Spravljaju se od brašna, kvasca, soli ili šećera, vode i drugih sastojaka. Mogu da budu slatki i slani. Ponekad sadrže i jabuku, bundevu, meso, razne vrste sira, jogurt, kiselo mleko itd. Popularni su u Srbiji, posebno u Vojvodini, Sremski okrug, Hrvatskoj, Bosni i Hercegovini i Makedoniji. U domaćinstvima ili restoranima se služe sa džemom, kajmakom ili sirom i mogu da budu glavno jelo ili dezert.